# Ljungdalen
Ljungdalen est un village situé à environ 100 km de Berg, près de la limite nord du Härjedalen, dans les Alpes scandinaves.